# Antipaters Liste der altgriechischen Dichterinnen
Die Liste der altgriechischen Dichterinnen wurde vom griechischen Dichter Antipatros von Thessalonike wohl gegen Ende des letzten vorchristlichen Jahrhunderts zusammengestellt und innerhalb seines Werkes überliefert. In ihr werden in einer gewerteten, subjektiven, Reihenfolge die besten und wichtigsten altgriechischen Dichterinnen aufgelistet:
- Praxilla
- Moiro
- Anyte
- Sappho
- Erinna
- Hedyle
- Telesilla
- Korinna
- Nossis
- Myrtis